# Luigi Lanfranconi
Luigi Lanfranconi (Voltri, 12 luglio 1913 – Genova, 20 febbraio 1945) è stato un partigiano italiano, membro delle formazioni di "Giustizia e Libertà", Medaglia d'Oro al Valor Militare alla memoria.

## Biografia
l'amico Antonio è accreditato presso il Comando regionale Liguria per il collegamento
radio con il Comando generale, sia per informazioni urgenti di suo
interesse, sia per notizie importanti relative all'attività patrioti
Maurizio»
(Biglietto autografo a firma "Maurizio", cioè Ferruccio Parri, riprodotto in Nino Gotta: Nato ribelle)
Il padre di Luigi Lanfranconi era morto al fronte nel 1918, a causa di un grave incidente, e nello stesso anno morì anche la madre, che aveva contratto la spagnola. Venne allevato dalla nonna paterna, Francisca Camoirano, di Crevari. Dopo aver lavorato come operaio al Cantiere Ansaldo, venne assunto nel 1931 all'Esattoria delle Imposte di Genova presso la allora Cassa di Risparmio di Genova.
Richiamato ripetutamente alle armi durante la seconda guerra mondiale, al momento dell'armistizio prestava servizio presso una batteria costiera.
L'8 giugno 1922 fu iniziato in Massoneria nella loggia "Nazionale", appartenente alla Gran Loggia d'Italia.
Lanfranconi contribuì all'organizzazione dei primi gruppi partigiani in via di costituzione tra la Liguria e l'Emilia. Entrò a far parte delle formazioni di "Giustizia e Libertà", delle cui brigate cittadine divenne vice comandante, col nome di battaglia "Sergio Canepa".
Catturato dai fascisti 20 febbraio 1945, viene torturato e interrogato presso la sede dell'Ufficio politico (U.P.I.). Condotto in piazza Corvetto, tenta di fuggire ma viene ucciso da un brigadiere, attendente del Prefetto. Una lapide in suo ricordo è posta in via Roma, nei pressi di piazza Corvetto.
Nel novembre del 1969, alla memoria di Luigi Lanfranconi è stata concessa la Medaglia d'Oro al Valor Militare. A nome suo sono stati intitolati il Liceo
scientifico statale di Voltri e Sestri Ponente, nonché una strada di Genova.